# Museo diocesano (Nola)
Il Museo Diocesano di Nola è stato inaugurato nel 2000 dall'allora vescovo della città Beniamino DePalma e conserva i principali reperti della millenaria storia della Diocesi nolana.
L'allestimento museale si configura come una sorta di spazio diffuso, in quanto le opere sono ospitate tanto nel Duomo cittadino e nei palazzi vescovili, quanto nel Seminario e in altri conventi lungo le colline circostanti la città.
La collezione contiene codici miniati, dipinti, lapidi, paramenti sacri, sculture, suppellettile liturgica. C'è poi anche un'ampia sezione documentaria, facente parte del celebre Archivio Storico Diocesano, il terzo più ricco in Campania dopo quello di Napoli e Salerno.